# Death on the Nile (2022)
Death on the Nile is een Amerikaanse mysterythriller-film uit 2022, geregisseerd door Kenneth Branagh en gebaseerd op de gelijknamige roman van Agatha Christie uit 1937. De film is geproduceerd door Branagh, Ridley Scott, Simon Kinberg, Judy Hofflund, Mark Gordon en Kevin J. Walsh en is een vervolg op de film Murder on the Orient Express uit 2017.
De hoofdrollen worden vertolkt door Tom Bateman, Annette Bening, Kenneth Branagh, Russell Brand, Ali Fazal, Dawn French, Gal Gadot, Armie Hammer, Rose Leslie, Emma Mackey, Sophie Okonedo, Jennifer Saunders en Letitia Wright.

## Verhaal
Het is 1937 wanneer Hercule Poirot een jazzclub in Londen bezoekt en daar een optreden van blues-zangeres Salome Otterbourne bijwoont. Ook aanwezig is Jackie de Bellefort, die haar verloofde Simon Doyle voorstelt aan haar vermogende jeugdvriendin Linnet Ridgeway.
Poirot is zes weken later in Egypte piramides aan het bezichtigen wanneer hij daar zijn vriend Bouc tegenkomt. Die is daar samen met diens moeder Euphemia. Ze bezoeken met zijn drieën de bruiloft van Doyle en Ridgeway. Onder de andere aanwezigen bevinden zich Ridgeways bediende Louise Bourget, Otterbourne en dier nicht Rosalie, Ridgeways peetmoeder Marie Van Schuyler en dier verpleegster Mrs. Bowers, Ridgeways neef Andrew Katchadourian en Ridgeways voormalige verloofde Linus Windlesham. Ridgeway dringt er bij Poirot op aan om haar te beschermen tegen Doyles ex-verloofde De Bellefort, die het stel achterna is gereisd naar Egypte.
De bruiloftsgasten gaan aan boord van een cruiseschip en leren elkaar daar beter kennen. Wanneer ze even aanmeren, ontsnappen Ridgeway en Doyle aan een ongeluk door net op tijd opzij te springen voor een vallend rotsblok. Eenmaal terug aan boord blijkt dat De Bellefort ook op de boot is. Wanneer Ridgeway zich terugtrekt om te gaan slapen, maakt Doyle De Bellefort belachelijk, Die schiet hem daarop in zijn been. Ze richt daarna het pistool op zichzelf, maar Rosalie en Bouc voorkomen dat ze zichzelf iets aandoet. Ze brengen De Bellefort naar Bowers, terwijl Windlesham Doyle behandelt. De volgende morgen ontdekt Bourget dat Ridgeway door het hoofd is geschoten. Poirot gaat daarop aan het werk om uit te vinden wie motief en gelegenheid heeft gehad om de moord te plegen.

## Rolverdeling
| Acteur            | Personage               |
| ----------------- | ----------------------- |
| Kenneth Branagh   | Hercule Poirot          |
| Tom Bateman       | Bouc                    |
| Annette Bening    | Euphemia Bouc           |
| Russell Brand     | Dr. Linus Windlesham    |
| Ali Fazal         | Andrew Katchadourian    |
| Dawn French       | Mrs. Bowers             |
| Gal Gadot         | Linnet Ridgeway-Dole    |
| Armie Hammer      | Simon Doyle             |
| Rose Leslie       | Louise Bourget          |
| Emma Mackey       | Jacqueline de Bellefort |
| Sophie Okonedo    | Salome Otterbourne      |
| Jennifer Saunders | Marie Van Schuyler      |
| Letitia Wright    | Rosalie Otterbourne     |
| Ann Turkel        | Meredith Wilson         |

## Productie
Op 20 november 2017 werd door 20th Century Studios bekendgemaakt dat een vervolg op Murder on the Orient Express in ontwikkeling was. In september 2018 werd Gal Gadot toegevoegd aan de cast. Een maand later raakte bekend dat Armie Hammer en Tom Bateman, die ook een rol vertolkte in het eerste deel, zijn gecast. De rest van de cast werd in september 2019 bekendgemaakt.
De opnames gingen op 30 september 2019 van start en eindigden op 18 december 2019. Er werd onder meer opgenomen in de Longcross Studios in Engeland en in Marokko.

## Release en ontvangst
Death on the Nile zou oorspronkelijk op 20 december 2019 uitgebracht worden, voordat de releasedatum werd verschoven naar 9 oktober 2020. De film werd vervolgens uitgesteld voor twee weken en uiteindelijk wegens de coronapandemie wederom uitgesteld naar 23 december 2020. Op 11 december raakte bekend dat de film in de Verenigde Staten op 17 september 2021 wordt uitgebracht. In maart 2021 werd de film nogmaals uitgesteld naar 11 februari 2022.
Op Rotten Tomatoes heeft Death on the Nile een waarde van 63% en een gemiddelde score van 5,90/10, gebaseerd op 216 recensies. Op Metacritic heeft de film een gemiddelde score van 52/100, gebaseerd op 50 recensies.